# Hypochrysops eunice
Hypochrysops eunice är en fjärilsart som beskrevs av Hans Fruhstorfer 1915. Hypochrysops eunice ingår i släktet Hypochrysops och familjen juvelvingar. Inga underarter finns listade i Catalogue of Life.